# Herentals Crosst
Herentals Crosst ist ein Cyclocrossrennen im belgischen Herentals.

## Geschichte
Das Rennen entstand in der Saison 2020/2021 als Teil der X²O Trofee, der es seitdem angehört. Es ersetzte zunächst den Azencross in Loenhout, der in jenem Jahr aufgrund der Corona-Pandemie nicht durchgeführt wurde. Der alternative Standort ging zurück auf die Initiative des aus Herentals stammenden Cyclocross-Altstars Erwin Vervecken.
In der Folgesaison kam Loenhout zurück ins X²O-Programm, aber die Corona-Krise hatte andere Rennen zur Aufgabe gezwungen, so dass Herentals im Kalender blieb, auch aufgrund positiver Resonanz bei den Fahrern. Der Termin wechselte zwischen Dezember und Januar, lag aber stets in der Kerstperiode und konnte daher Top-Fahrer anlocken, für die das Rennen zudem ein Heimspiel bedeutet: Wout van Aert stammt aus Herentals, Sanne Cant ist dort ansässig, und Mathieu van der Poels Team Alpecin-Deceuninck hat dort seinen Sitz.
Der Parcours befindet sich am nördlichen Ortsrand rund um ein Förderzentrum von Sport Vlaanderen. Er besteht aus einem flachen Abschnitt durch Wald und Wiesen entlang der Kleinen Nete sowie zwei Passagen des so genannten „Skibergs“, einem 20 Meter hohen Hügel.

## Siegerliste

### Männer
- 2020 (Dez):  Wout van Aert
- 2022 (Jan):  Wout van Aert
- 2023 (Jan):  Mathieu van der Poel
- 2023 (Dez):  Mathieu van der Poel
- 2024 (Dez):  Michael Vanthourenhout

### Frauen
- 2020 (Dez):  Ceylin del Carmen Alvarado
- 2022 (Jan):  Lucinda Brand
- 2023 (Jan):  Puck Pieterse
- 2023 (Dez):  Fem van Empel
- 2024 (Dez):  Fem van Empel